# Krymská gótština
Krymská gótština představovala dialekt klasické gótštiny, jímž hovořili Krymští Gótové v několika izolovaných enklávách na Krymu, a to až do pozdního 18. století.
I přes značnou izolovanost a fakt, že jde o mrtvý jazyk, se nám dochovalo několik pozůstatků tohoto jazyka. Zásluhu na tom má především vlámský diplomat Ogier Ghiselin de Busbecq, jenž zachytil téměř osmdesát gótských slov a stopově též gramatickou konstrukci.
Krymská gótština byla identifikována jako derivát gótštiny na základě fonologických prvků: slovo ada (vejce) poukazuje na typické gótské zesilování původních protogermánských slov -jj- na -ddj- (stejně jako v klasické Wulfilově gótštině iddja (šel) z protogermánského ejjon).
Existují také určité regulérní vztahy mezi gótštinou (schedit) a krymskou gótštinou (skeiniþ).
Příspěvkem k potvrzení germánského původu části krymského obyvatelstva může být pasáž z Gutasagy, která zmiňuje třetí gotlandský lid, jenž opustil ostrov a usídlil se v zemi Řeků.

## Příklady

### Číslovky
| Krymská gótština | Česky |
| ene = 𐌴𐌽𐌴        | jedna |
| tua = 𐍄𐌿𐌰        | dva   |
| tria = 𐍄𐍂𐌹𐌰      | tři   |
| fider = 𐍆𐌹𐌳𐌴𐍂    | čtyři |
| fjuf = 𐍆𐌾𐌿𐍆      | pět   |
| seis = 𐍃𐌴𐌹𐍃      | šest  |
| sebene = 𐍃𐌴𐌱𐌴𐌽𐌴  | sedm  |
| athe = 𐌰𐍄𐌷𐌴      | osm   |
| nine = 𐌽𐌹𐌽𐌴      | devět |
| thine = 𐌸𐌹𐌽𐌴     | deset |